# Гольдшмидт, Виктор Мориц
Виктор Мориц Гольдшмидт (нем. Victor Moritz Goldschmidt; 27 января 1888, Цюрих — 20 марта 1947, Вест-Акер, близ Осло) — химик и геофизик, один из основоположников геохимии и кристаллохимии. Разработал геохимическую классификацию элементов, предложил закон изоморфизма, названный его именем. Выдвинул одну из первых теорий относительно состава и строения глубин Земли, причем предсказания Гольдшмидта подтвердились в наибольшей степени. Одним из первых рассчитал состав верхней континентальной коры.

## Биография
Родился в Цюрихе в еврейской семье. Его родители, Генрих Д. Гольдшмидт и Амели Коэн (Amelie Koehne) назвали своего сына в честь учителя отца, Виктора Майера. Семья Гольдшмидта переехала в Норвегию в 1901 году, когда Генрих Гольдшмидт получил должность профессора химии в Кристиании (старое название Осло).
Первая научная работа Гольдшмидта называлась «Контактовый метаморфизм в окрестностях Кристиании». В ней он впервые применил термодинамическое правило фаз к геологическим объектам.
Серия его работ под названием «Геохимия элементов» (Geochemische Verteilungsgesetze der Elemente) считается началом геохимии. Работы Гольдшмидта о атомных и ионных радиусах оказали большое влияние на кристаллохимию.

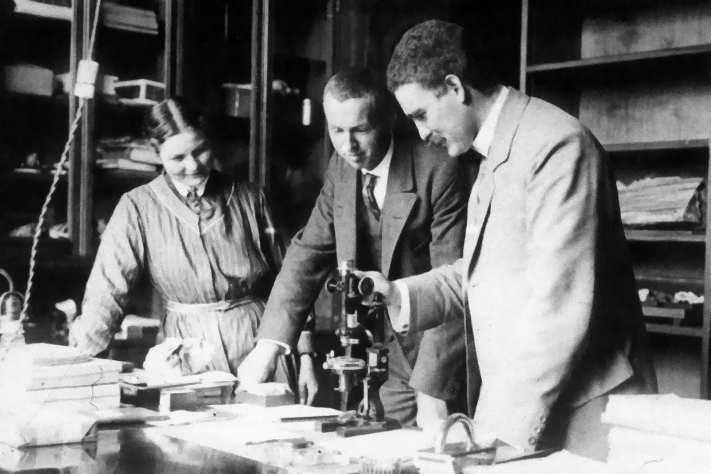
В. Гольдшмидт (справа), 1915 год.

Большую часть времени работал в Норвегии, пока в 1929 году ненадолго не оказался в Гёттингене, однако покинул Германию после прихода к власти нацистов. Во время немецкой оккупации Гольдшмидт был арестован 26 октября 1942 года, но незадолго до запланированной отправки в концентрационный лагерь Освенцим был освобождён Норвежским Сопротивлением и переправлен в Швецию. Затем он перебрался в Англию, где жили его родственники.
После войны он вернулся в Осло, и умер там в возрасте 59 лет.
Его главный труд — «Геохимия» — был отредактирован и издан посмертно в Англии в 1954 году.